# Saburō Kuroda
Pour les articles homonymes, voir Kuroda.
Saburō Kuroda (黒田 三郎), 26 février 1919 dans la préfecture de Hiroshima - 8 janvier 1980, est un poète japonais.
Kuroda étudie l'économie à l'Université de Tokyo. Au cours de la Seconde Guerre mondiale, il est stationné à Java. À son retour, il fait partie avec Nobuo Ayukawa et Ryūichi Tamura des fondateurs de la revue littéraire Arechi. Il fait paraître une demi-douzaine de recueils de poésies, parmi lesquels Hitori no onna ni (1954), Chiisai Yuri to (1960) et Jidai no shūjin (1965).

## Source de la traduction
- (de) Cet article est partiellement ou en totalité issu de l’article de Wikipédia en allemand intitulé « Kuroda Saburō » (voir la liste des auteurs).